# Durius Valles
Le Durius Valles sono una struttura geologica della superficie di Marte.